# Vinzenz Sagner

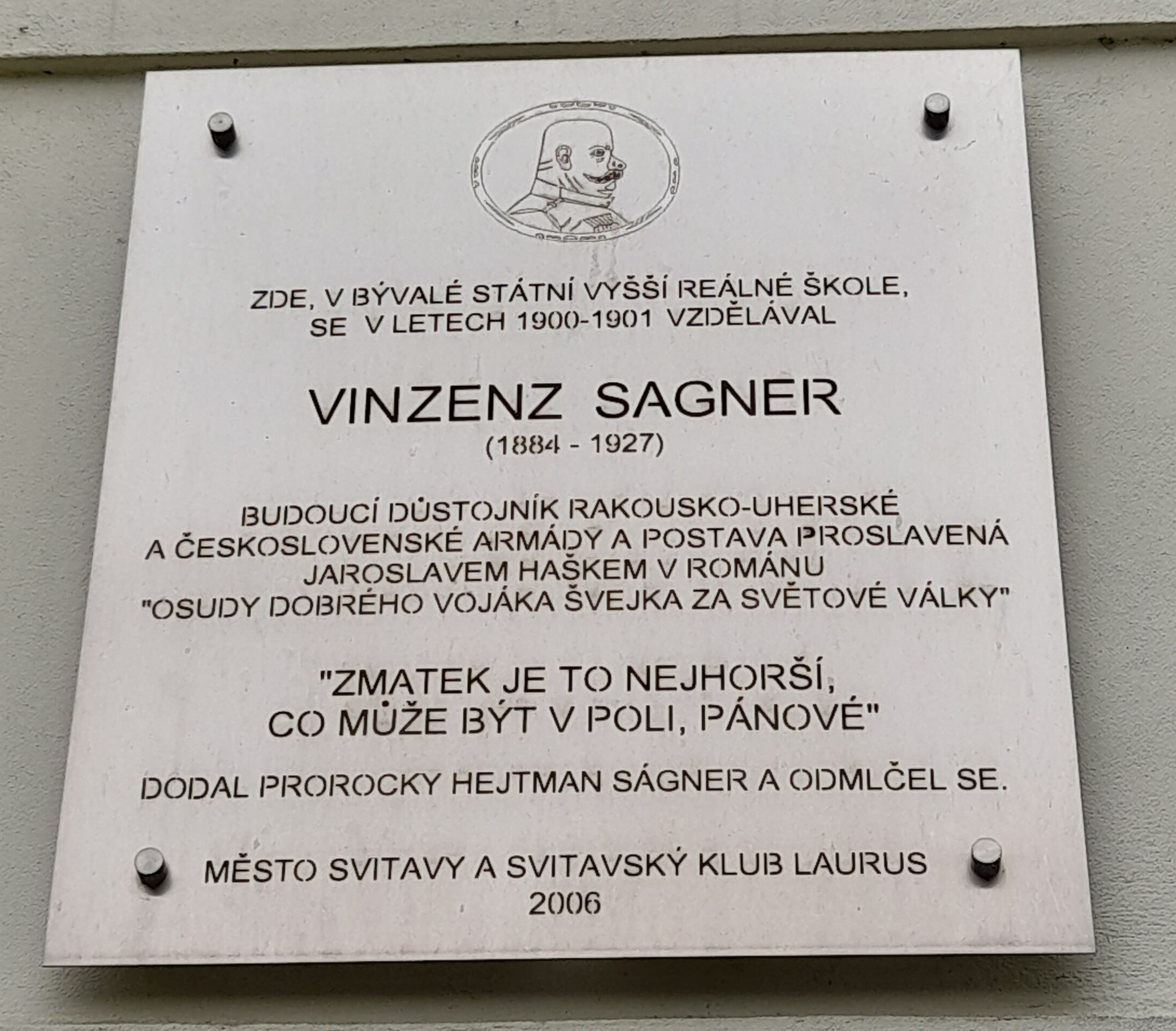
Pamětní deska Vinzenze Sagnera na budově ZŠ ul. T. G. Masaryka č.p. 35/27, Svitavy- Předměstí.

Vinzenz Sagner, také Čeněk Ságner, (13. března 1884 Zámrsk – 22. června 1927 Praha–Bohnice), byl důstojník 91. pěšího pluku. Od 11. listopadu 1918 do konce ledna 1919 byl velitelem československého 91. pěšího pluku. Koncem roku 1918 řídil vojenské akce proti separatistickým snahám v jihočeském pohraničí, kde ve dnech 2. až 4. prosince 1918 došlo v Kaplici k ozbrojenému střetnutí. Jeho jméno bylo použito v románu Osudy dobrého vojáka Švejka za světové války od Jaroslava Haška.

## Život
Narodil se v národnostně smíšené rodině v Zámrsku, kde jeho otec byl železníčním úředníkem. Po absolvování gymnázia vystudoval v Praze kadetní školu pro pěchotu. V 1. světové válce působil v rámci 91. pěšího pluku na srbské, ruské a italské frontě. V čele 12. setniny se zúčastnil bitvy na řece Kolubaře. V čele III. praporu se zúčastnil bitvy u Sokalu. 1. září 1915 byl povýšen na hejtmana. Během války několikrát onemocněl a byl lehce raněn do nohy střepinou dělostřeleckého granátu. Podle zaznamenaných vzpomínek příslušníků pluku vždy vystupoval jako Čech a byl oblíbený i u řadových vojáků. Konec války a vznik Československa jej zastihl v pražské vojenské nemocnici. Dne 29. října 1918 se přihlásil do československé armády, kde začal používat počeštěnou verzi svého jména (Čeněk Ságner).. Dne 11. listopadu 1918 byl zvolen velitelem 1. českobudějovického pluku československé armády (pluk byl 21. listopadu 1918 opět označen jako 91. pěší pluk), tuto funkci vykonával do 31. ledna 1919. Opakovaly se u něj záchvaty malárie, kterou se nakazil na frontě a které vyvolaly psychické poruchy. Dne 1. října 1920 byl ze zdravotních důvodů přeložen do výslužby. Zemřel ve věku 43 let v léčebně v Praze–Bohnicích. Pohřben je v Kolíně.

## Vyznamenání
Vojenský jubilejní kříž (2.12.1908), Stříbrná medile Signum laudis (9.1.1915), Vojenský záslužný kříž 3. třídy s válečnou dekorací 3.9.1915), Bronzová medaile Signum laudis (2.2.1916), Karlův kříž (1917), Řád železné koruny 3. třídy s válečnou dekorací a meči (18.7.1918). Železný kříž II. třídy (Německo, 28.8.1915)